# Fontes Pereira de Melo
António Maria de Fontes Pereira de Melo (8. září 1819 Lisabon – 22. ledna 1887 Lisabon) byl portugalský státník.

## Životopis
Fontes Pereira de Melo hrál velmi důležitou roli v portugalské politice druhé poloviny 19. století. Jeho otec, João de Fontes Pereira de Melo, byl guvernérem Kapverd. António Maria zahájil svou kariéru jako poslanec za tyto ostrovy.
Po intenzivní politické nestabilitě první poloviny století začalo v roce 1851 nové období konstituční monarchie, období Regeneração (Regenerace). Bylo charakterizováno snahou dohnat zpoždění země za ostatními evropskými zeměmi a bylo to období administrativní modernizace a ekonomického rozvoje.
Fontes Pereira de Melo byl součástí první vlády tohoto období s portfoliem ministra veřejných prací. Zvýšil počet silnic, inauguroval první železniční trať (Lisabon-Carregado) a první telegrafní linku. Způsobil revoluci v dopravě a komunikacích uvedením do provozu služeb parních lodí, poštovních služeb a telefonních linek. Jeho politika je známá pod názvem Fontismo. Třikrát zastával funkci předsedy vlády Portugalska: od 13. září 1871 do 6. března 1877, od 25. ledna 1878 do 29. května 1879 a od 14. listopadu 1881 do 16. února 1886. Byl také guvernérem Kapverd ve dvou funkčních obdobích (1839–1842 a 1847–1851) a ministrem veřejných prací, obchodu a průmyslu.